# Ранче
Ранче (словен. Ranče) — поселення в общині Раче-Фрам‎, Подравський регіон‎, Словенія.